# Tramwaje w Konstancy
Tramwaje w Konstancy – zlikwidowany system komunikacji tramwajowej w rumuńskim mieście Konstanca, działający w roku 1944 oraz w latach 1984–2008.

## Historia
Pierwsze tramwaje w Konstancy uruchomiono w 1905, były to tramwaje konne, które kursowały na trasie Konstanca − Techirghiol. W 1906 otwarto linię z Konstancy do Mamaji. Nieznana jest data likwidacji obu linii. Kolejny raz tramwaje w Konstancy uruchomiono w czasie II wojny światowej, w lipcu 1944. Tramwaje kursowały na jednej trasie: Posta Veche-Bd. − Tomis- Bd. − Mamaia-Spitalul Militar. Tramwaje kursowały przez miesiąc. Na linii kursowały tramwaje przywiezione z Odessy. Po zamknięciu linii przewieziono je z powrotem do Odessy. Kolejny raz tramwaje uruchomiono 18 sierpnia 1984. Uruchomiona została linia nr 100 o długości 11,8 km i połączyła dworzec kolejowy z Sat Vacanță. W kolejnych latach (do 1986) zbudowano trasy dla dwóch kolejnych linii o nr 101 i 102 o łącznej długości 27,5 km. 21 października 1996 otwarto nową trasę o długości 4,8 km do pętli Faleză Sud, na której uruchomiono linię nr 104 łączącą dworzec kolejowy z Faleză Sud.  Pierwszą zlikwidowaną linią była linia o nr 104, na początku XXI w. zamknięto linię nr 100. Ostatnie dwie linie o nr 101 i 102 zamknięto w listopadzie 2008.

## Linie
W 2002 roku w Konstancy były 4 linie tramwajowe:
- 100: Gara C.F.R. – Sat Vacanță
- 101: Depou – Gara C.F.R.
- 102: Depou – Faleză Nord
- 104: Gara C.F.R. – Faleză Sud

## Tabor
Do obsługi pierwszej linii nr 100 posiadano 10 tramwajów V3A. Łącznie posiadano 75 tramwajów tego typu. W latach 1999–2000 sprowadzono z Berlina 15 tramwajów Tatra KT4D.